# سنيطة الرفاعيين
قرية سنيطة الرفاعيين هي إحدى القرى التابعة لمركز فاقوس في محافظة الشرقية في جمهورية مصر العربية. حسب إحصاءات سنة 2006، بلغ إجمالي السكان في سنيطة الرفاعيين 14372 نسمة، منهم 7434 رجل و6938 امرأة.

## التاريخ
ذكرها علي مبارك في كتابه الخطط التوفيقية، حيث ذكر أنها قرية في مديرية الشرقية بقسم العلاقمة، وأن بها جامع ويحوطها نخيل.